# Haworthia pulchella
Haworthia pulchella ist eine Pflanzenart der Gattung Haworthia in der Unterfamilie der Affodillgewächse (Asphodeloideae). Das Artepitheton pulchella leitet sich von der Verkleinerungsform des lateinischen  Wortes pulcher ab und bedeutet ‚hübsch‘.

## Beschreibung
Haworthia pulchella wächst stammlos und sprosst nur gelegentlich. Die 30 bis 45 einwärts gebogenen, schmal dreieckigen Laubblätter bilden eine Rosette mit einem Durchmesser von bis zu 5 Zentimetern. Die dunkel- bis smaragdgrüne Blattspreite ist lederig. Auf der Blattoberfläche befindet sich eine blockartig gemusterte Netzstruktur. Der Blattrand und der Blattkiel sind mit vorstehenden, weißlichen Dornen besetzt.
Der schlanke Blütenstand erreicht eine Länge von bis zu 30 Zentimeter und besteht aus 15 bis 20 weißen Blüten.

## Systematik und Verbreitung
Haworthia pulchella ist in der südafrikanischen Provinz Westkap verbreitet.
Die Erstbeschreibung durch Martin Bruce Bayer wurde 1973 veröffentlicht. Ein nomenklatorische Synonym ist Haworthia chloracantha var. pulchella (M.B.Bayer) Halda (1997).
Es werden folgende Varietäten unterschieden:
- Haworthia pulchella var. pulchella
- Haworthia pulchella var. globifera M.B.Bayer

## Nachweise